# Anila Mirza
Aneela Mirza vagy Anila Mirza (Frederiksværk, 1974. október 8. –) dán énekesnő, a Toy-Box nevű duó tagja, aki Aneela néven szólóénekesként is tevékenykedett.

## Származása
Aneela Dániában született és gyermekkorát is itt töltötte. Édesanyja félig iráni, és félig pakisztáni származású. Édesapja Parsi származású. Aneela szülei Indonéziában találkoztak, mielőtt Dániában telepedtek le.

## Karrierje
Aneela a 90-es évek végén megalakult Toy-Box nevű duó tagja volt, mely világszerte sikeresnek bizonyult. Több mint 4,5 millió albumot értékesítettek, valamint több slágerlistára is felkerültek dalaik. Köztük a Tarzan & Jane, a Best Friend is.
A duó feloszlása után Aneela szólókarrierbe kezdett, és 2005-ben megjelent a Bombay Dreams című albuma. A dal társszerzője Arash volt, akivel több dalt is felvettek, többek között a Chori Chori címűt, mely erősen hasonlít Snow Informer című dalára. Az énekesnő karrierje mellett dalokat is írt, többek között Burhan G dán művésznek és Saqib R&B énekesnek is.

## Filmek
- Bombay Dreams (2004)[2]
- Bluffmaster (2005)[3] "Say Na, Say Na" (Anila előadásában elhangzott a filmben)

## Diszkográfia

### Toy-Box
- Fantastic (1999)
- Toy Ride (2001)

### Szólóénekesként
- Mahi (2006)

## Kislemezek
| Év   | Cím                                               | Album              | SWE | DK | GER | BEL | SCH |
| ---- | ------------------------------------------------- | ------------------ | --- | -- | --- | --- | --- |
| 2004 | "Bombay Dreams featuring Rebecca Zadig and Arash" | Bombay Dreams B.O. | 3   | -  | -   | -   | -   |
| 2005 | "Jaande"                                          | Mahi               | -   | -  | 39  | 15  | -   |
| 2006 | "Chori Chori featuring Arash"                     | Mahi               | 15  | -  | 47  | -   | 82  |
| 2006 | "Mahi"                                            | Mahi               | -   | -  | -   | -   | -   |